# Internationale Wielertrofee Jong Maar Moedig 2014
La 30e édition de l'Internationale Wielertrofee Jong Maar Moedig a eu lieu le 25 juin 2014, le même jour que Halle-Ingooigem. La course fait partie du calendrier UCI Europe Tour 2014 en catégorie 1.2. Sur un circuit constitué de plusieurs boucles autour d'Oetingen, Gijs Van Hoecke (Topsport Vlaanderen-Baloise) a terminé le parcours de 170 km en 4 h 5 min 31 s. Il est suivi deux secondes plus tard par Loïc Vliegen (BMC Development), arrivé également second trois jours plus tôt à la Flèche ardennaise, et trente-deux secondes plus tard par Jelle Wallays (Topsport Vlaanderen-Baloise). C'est la troisième année de suite qu'un coureur de Topsport Vlaanderen-Baloise remporte la course, et la deuxième année de suite que l'équipe place deux de ses coureurs sur le podium. Gijs Van Hoecke remporte également le prix du meilleur grimpeur. Sur les 173 coureurs qui ont pris le départ, seuls 86 franchissent la ligne d'arrivée.
L'Internationale Wielertrofee Jong Maar Moedig a également été l'occasion d'organiser comme course d'attente la 26e édition du Grote Prijs Alfons Willems, pour la catégorie des juniors.

## Présentation

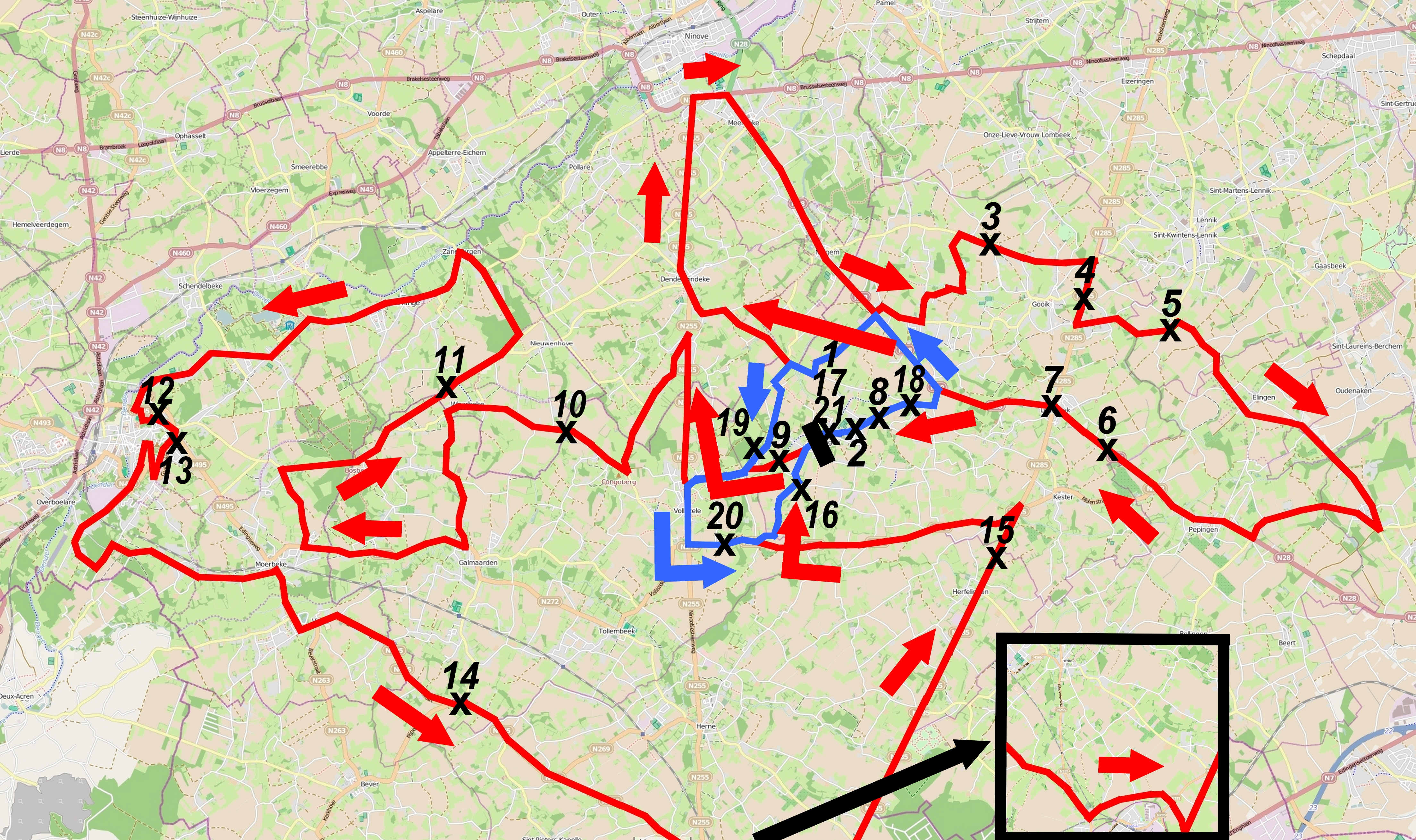
La carte du circuit principal et du circuit local.

### Parcours

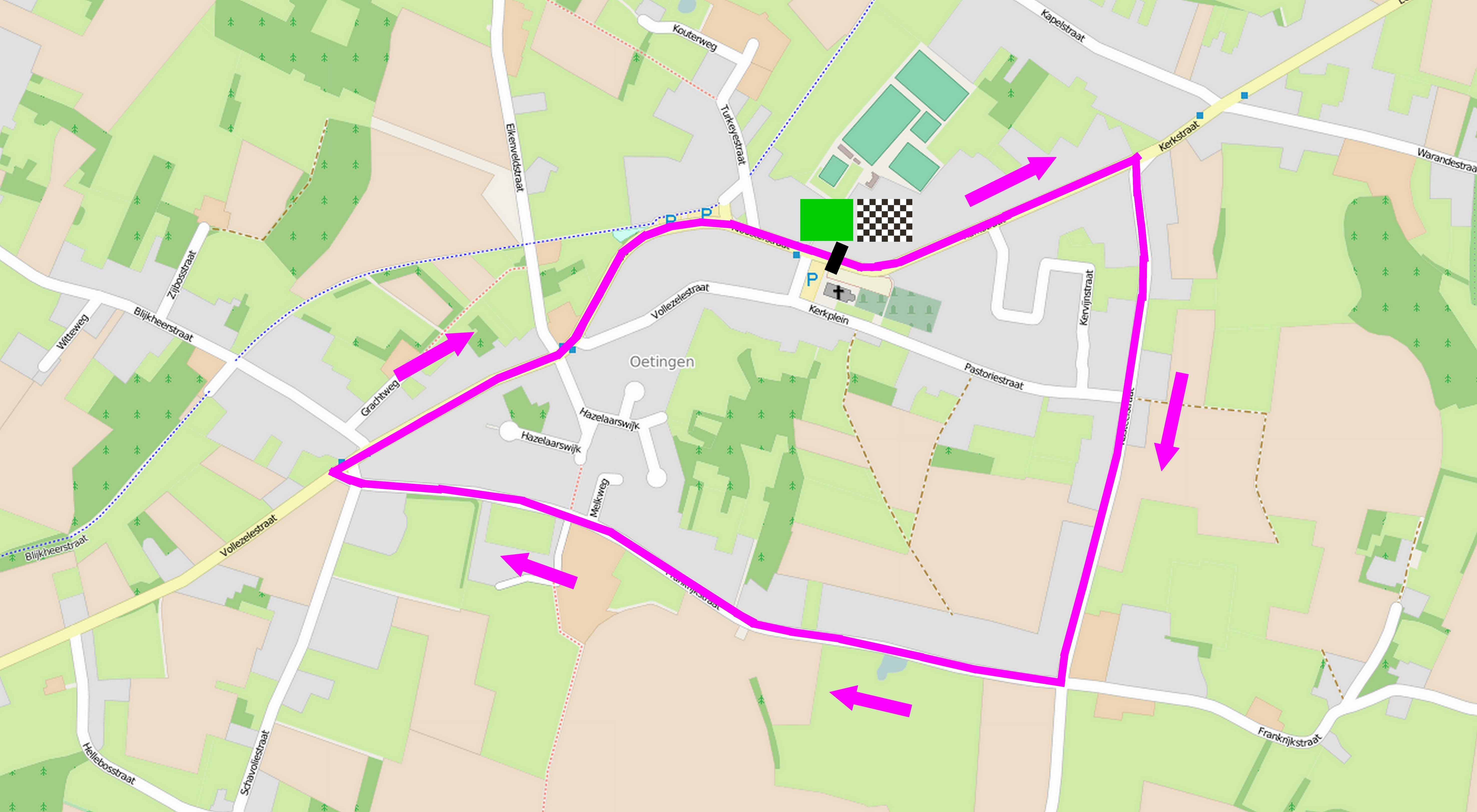
La carte du 26e Grote Prijs Alfons Willems.

Deux courses se déroulent le 25 juin à Oetingen :
La 26e édition du Grote Prijs Alfons Willems. Cette course pour junior consiste en une course de cinquante-et-un kilomètres réalisés en dix-sept tours d'un circuit dans Oetingen de trois kilomètres. Le départ a eu lieu à 14 h, il s'agit d'une course d'attente.
La 30e édition de l'Internationale Wielertrofee Jong Maar Moedig, longue de 170 km se subdivise en un long tour de 110 km et en quatre tours d'un circuit local long de quinze kilomètres. Après une présentation des équipes, et la signature de la feuille de départ, de 11 h 30 à 12 h 45, le départ est donné au centre du village, dans la Kerkstraat, à 13 h. Les ravitaillements sont prévus aux kilomètres 111, 126 et 140, juste après la ligne d'arrivée. Il y a vingt-deux côtes à gravir et environ quinze kilomètres de pavés à franchir. Huit rushes sont prévus, chacun est rapporte 75 €, aux kilomètres 20,5, 23,5, 33,8, 36,8, 102, 110, 126 et 154 et sont respectivement dénommés Krekelhof, Thesora, Heim-Pollé, t' Prinske, SDS Verandabouw, Hubert Niels, Molens Morreels - Limburg et Café Het Vijfde Wiel.
Partant d'Oetingen, Kerkstraat, près de la place du village et de l'église, les coureurs se dirigent vers l'est en suivant le tracé du circuit local. Après un passage sur le finage de la section de Gooik, ils quittent le tracé du circuit local pour remonter vers le nord en direction de Ninove en formant une boucle passant par Lieferinge, Denderwindeke, Meerbeke et Neigem. Ils croisent ensuite le circuit local à un carrefour puis se dirigent vers l'est en direction de Gooik. La première côte est gravie : le Bergenbroekberg, 500 mètres à 12 %. C'est également dans cette commune qu'a lieu le au kilomètre 20,5 le 1er rush, dénommé Krekelhof, et primé à 75 €, puis le second, Thesora, au kilomètre 23,5. Enfin au kilomètre 25,3 se produit l'ascension du Hutselenberg, le premier grand prix des monts, sur 300 mètres, avec une pente à 11 %, il s'agit de la deuxième côte. Le circuit continue ensuite sur Lennik, Elingen, Pepingen, puis Leerbeek où se déroule le 3e rush, Heim-Pollé, au kilomètre 33,8. Il est suivi par l'ascension de la troisième côte : le Hogenberg, à 6 % et longue de 700 mètres. Le territoire de Gooik est à nouveau traversé, puis les coureurs traversent Oetingen où ils franchissent dans l'autre sens la ligne d'arrivée, et effectuent le 4e rush, 't Prinske, puis l'ascension du Groenstraat, à 10 % sur 500 mètres, dont 300 mètres pavés, la quatrième côte. Ce mont est situé sur une route ralliant deux parties du circuit local. Les coureurs se dirigent ensuite à l'ouest vers Vollezele, remontent au nord en direction de Ninove jusque Denderwindeke, puis plongent vers le sud-ouest pour retourner sur le finage de Vollezele, et se diriger vers l'ouest. C'est dans cette commune qu'à lieu le deuxième grand prix des monts, l'ascension du Congoberg, à 10 % sur 500 mètres, la cinquième côte. Ils traversent ensuite Waarbeke, Galmaarden, Moerbeke, puis Atembeke où se déroule le premier super grand prix des monts, la sixième côte : le Bosberg, à 10 % sur une route en pavés longue de 400 mètres. Galmaarden est à nouveau traversé, puis Waarbeke, Nieuwenhove, Zandbergen, Grimminge, Onkerzele, et la commune de Grammont est enfin atteinte. Les coureurs effectuent leur deuxième super grand prix des monts, la septième côte, au kilomètre 74,5, le mur de Grammont, à 16 % sur 1 000 mètres dont 300 sont pavés. Trois kilomètres plus tard a lieu le troisième grand prix des monts, la huitième côte, le Voskensstraat, à 14 % sur 600 mètres. Overboelare est atteint, puis les coureurs se dirigent en direction du sud-est et traversent Moerbeke, Viane, Tollembeek (où se déroule l'ascension de la neuvième côte, le Herhout, 6 % sur 1 500 mètres), Saint-Pierre-Capelle, Herne, contournent par le nord Enghien sans jamais y rentrer, puis remontent vers le nord-est et traversent Kokejane, Heikruis, puis Herfelingen où se déroule le cinquième rush, SDS Verandabouw. Après avoir traversé Kester, les coureurs se dirigent à nouveau vers Oetingen, puis Vollezelle, avant de revenir par le sud dans Oetingen et gravir la dixième côte, le Schavollieberg, 6 % sur 300 mètres. le grand tour s'achève par le passage sur la ligne d'arrivée.

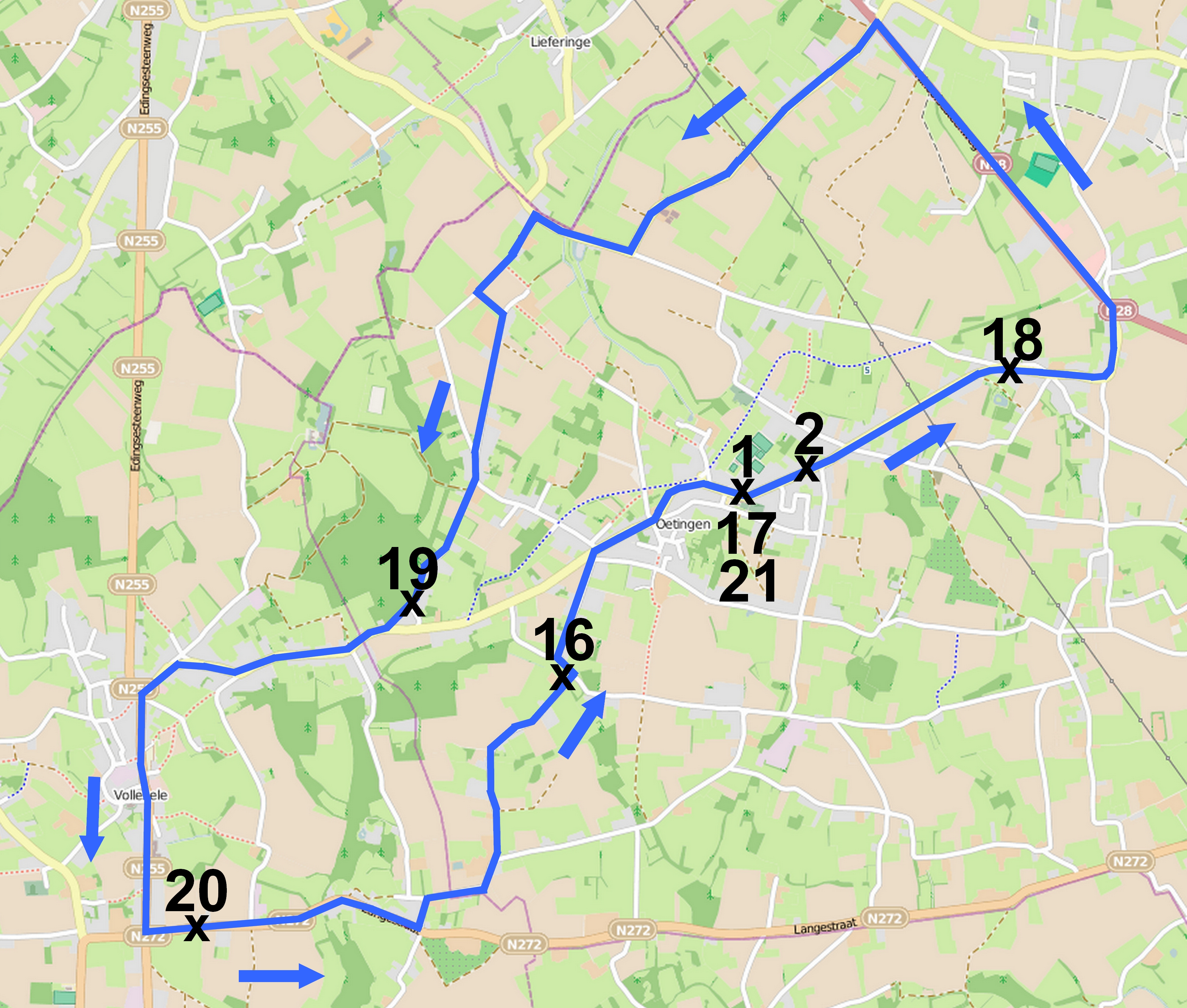
La carte du circuit local, long de 15 km.

Les coureurs ont alors effectué 110 kilomètres et entrent dans le circuit local, long de quinze kilomètres, qu'il faut parcourir quatre fois. Ce circuit traverse dans le sens anti-horaire Oetingen, Gooik, Oetingen, Vollezele et revient à Oetingen.
- Le début du 1er tour du circuit local est l'occasion d'effectuer le 6erush, Hubert Niels. S'ensuit une zone de ravitaillement, l'ascension du Bergstraat, la onzième côte, 10 % sur 500 mètres, puis le Spieringenberg, douzième côte, 10 % sur 400 mètres, 1 800 mètres de pavés, et enfin le Schavollieberg, treizième côte, 6 % sur 300 mètres.
- Le deuxième tour commence au kilomètre 125. Un kilomètre plus loin se déroule le 7e rush, Molens Morreels - Limbourg, puis au kilomètre 133 l'ascension du Bergstraat, quatorzième côte, est le troisième grand prix des monts. Les coureurs gravissent ensuite le Spieringenberg, quinzième côte, et le Schavollieberg, seizième côte[R 5].
- Le troisième tour commence au kilomètre 140. L'ascension au Bergstraat, au kilomètre 148, dix-septième côte, est le quatrième et dernier grand prix des monts. Les coureurs gravissent ensuite le Spieringenberg, dix-huitième côte, et le Schavollieberg, dix-neuvième côte.
- Le quatrième tour commence au kilomètre 155, le passage sur la ligne d'arrivée est le 8e rush, Café Het Vijfde Wiel. Les coureurs gravissent ensuite le Bergstraat, le Spieringenberg et le Schavollieberg, respectivement vingtième, vingt-et-unième et vingt-deuxième et dernière côtes. La ligne d'arrivée est franchie au bout de 170 kilomètres, dans un horaire prévu entre 17 h 2 en considérant une vitesse moyenne de 42 km/h et 17 h 15 pour une vitesse moyenne de 42 km/h[R 5].

### Équipes
Classé en catégorie 1.2 de l'UCI Europe Tour, l'Internationale Wielertrofee Jong Maar Moedig est par conséquent ouvert aux équipes continentales professionnelles belges, aux équipes continentales, aux équipes nationales et aux équipes régionales et de clubs.
Trente équipes participent à cette course. Les équipes Colba-Superano Ham, Veranclassic-Doltcini et Koga initialement prévues sont absentes.
| Équipes continentales professionnelles | Équipes continentales professionnelles | Équipes continentales professionnelles |
| Nom de l'équipe                        | Pays                                   | Code                                   |
| -------------------------------------- | -------------------------------------- | -------------------------------------- |
| Topsport Vlaanderen-Baloise            | Belgique                               | TSV                                    |
| Wanty-Groupe Gobert                    | Belgique                               | WGG                                    |

| Équipes continentales | Équipes continentales | Équipes continentales |
| Nom de l'équipe       | Pays                  | Code                  |
| --------------------- | --------------------- | --------------------- |
| 3M                    | Belgique              | MMM                   |
| Cibel                 | Belgique              | CIB                   |
| Color Code-Biowanze   | Belgique              | CCB                   |
| Josan-To Win          | Belgique              | JTW                   |
| Metec-TKH Continental | Pays-Bas              | MET                   |
| Wallonie-Bruxelles    | Belgique              | WBC                   |

| Équipe nationale                     | Équipe nationale | Équipe nationale |
| Nom de l'équipe                      | Pays             | Code             |
| ------------------------------------ | ---------------- | ---------------- |
| Équipe nationale de Nouvelle-Zélande | Nouvelle-Zélande | NZL              |

| Équipes de clubs               | Équipes de clubs | Équipes de clubs |
| Nom de l'équipe                | Pays             | Code             |
| ------------------------------ | ---------------- | ---------------- |
| Baguet-MIBA Poorten-Indulek    | Belgique         | BAG              |
| BCV Works-Soenens              | Belgique         | BCV              |
| Belkin-De Jonge Renner         | Pays-Bas         | DJR              |
| Biketempel-Fachklink           | Allemagne        | BTF              |
| BMC Development                | États-Unis       | BMD              |
| Crelan-AA Drink Régionale      | Belgique         | CAD              |
| CT 2020                        | Belgique         | CT2              |
| Deplasco-VDBG Steenhouwerij    | Belgique         | DEL              |
| DRC de Mol                     | Pays-Bas         | DRC              |
| EFC-Omega Pharma-Quick Step    | Belgique         | EFC              |
| Équipe du Limbourg             | Pays-Bas         | LCS              |
| Lotto-Belisol U23              | Belgique         | LTU              |
| Noord-Limburg                  | Belgique         | WNL              |
| Ottignies-Perwez               | Belgique         | OTP              |
| Prorace                        | Belgique         | PRO              |
| Royal Cureghem Sportief        | Belgique         | RCS              |
| Steeds Vooraan Kontich         | Belgique         | SVK              |
| Terra Safety Shoes             | Belgique         | TER              |
| Van Der Vurst Development      | Belgique         | VDV              |
| Van Eyck Sport                 | Belgique         | VES              |
| Wetterse Dakwerken-Trawobo-VDM | Belgique         | WDT              |

### Règlement de la course

#### Primes
Les vingt prix sont attribués suivant le barème de l'UCI,. Le total général des prix distribués est de 6 010 €.
| Position | 1er     | 2e      | 3e    | 4e    | 5e    | 6e    | 7e    | 8e    | 9e    | 10e à 20e |
| Prix     | 2 425 € | 1 210 € | 607 € | 305 € | 240 € | 180 € | 180 € | 118 € | 118 € | 57 €      |

Ainsi, Gijs Van Hoecke remporte 2 425 €, Loïc Vliegen 1 210 €, Jelle Wallays 607 €, Frederik Backaert 305 €, Laurent Évrard 240 €, Sven Nys et Tijmen Eising 180 €, Xandro Meurisse et Zico Waeytens 118 € et enfin Oliver Naesen, Arnaud Grand, Tom Dernies, Bert Van Lerberghe, Maxime Farazijn, Ruben Pols, Jurriën Bosters, Joachim Vanreyten, Julien Stassen, Nico Sijmens et Dries De Bondt 57 €.

## Classements finals

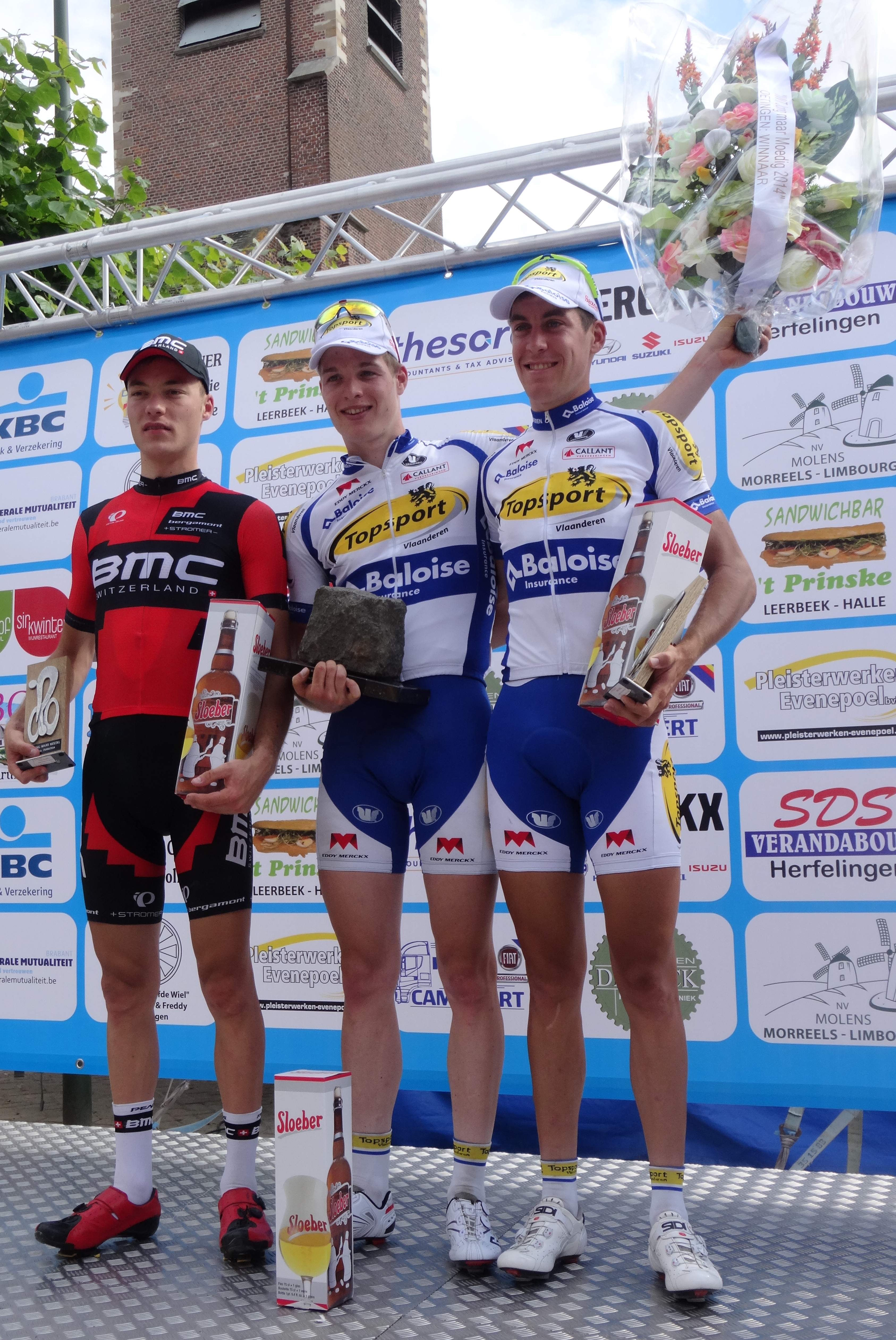
Loïc Vliegen (2e), Gijs Van Hoecke (1er) et Jelle Wallays (3e).

### Classement général
Gijs Van Hoecke, de Topsport Vlaanderen-Baloise, a terminé la course de 170 km en 4 h 5 min 31 s, soit à une vitesse moyenne de 41,545 km/h. Il est suivi deux secondes plus tard par Loïc Vliegen de BMC Development, arrivé également à la seconde place trois jours plus tôt à la Flèche ardennaise, et trente-deux secondes plus tard par Jelle Wallays (Topsport Vlaanderen-Baloise). C'est ainsi la troisième année de suite qu'un coureur de Topsport Vlaanderen-Baloise remporte la course, et la deuxième année de suite que l'équipe place deux de ses coureurs sur le podium. L'équipe place également Zico Waeytens dans le top ten, à la neuvième place. Le prix du meilleur grimpeur est remporté par Gijs Van Hoecke. Sur les 173 coureurs qui ont pris le départ, seuls 86 franchissent la ligne d'arrivée,,.
Les huit premiers reçoivent respectivement quarante, trente, seize, douze, dix, huit, six et trois points pour leur classement UCI Europe Tour 2014. En outre, les vingt premiers reçoivent un prix dont le cumul est de 6010 € : 2425 € pour le 1er, 1210 € pour le 2d, 607 € pour le 3e, 305 € pour le 4e, 240 € pour le 5e, 180 € pour le 6e et le 7e, 118 € pour le 8e et le 9e, et enfin 57 € du 10e au 20e.

### UCI Europe Tour
Cet Internationale Wielertrofee Jong Maar Moedig attribue des points pour l'UCI Europe Tour 2014, par équipes seulement aux coureurs des équipes continentales professionnelles et continentales, individuellement à tous les coureurs des équipes précitées.
| Position           | 1er | 2e | 3e | 4e | 5e | 6e | 7e | 8e |
| Classement général | 40  | 30 | 25 | 20 | 15 | 10 | 5  | 3  |

Ainsi, Gijs Van Hoecke (1er) remporte quarante points, Jelle Wallays (3e) seize points, Frederik Backaert (4e) douze points, Laurent Évrard (5e) dix points et Tijmen Eising (7e) six points. Loïc Vliegen (2e), Sven Nys (6e) et Xandro Meurisse (8e) ne remportent pas de points.

### Classement du meilleur grimpeur
Il existe deux types de côtes :

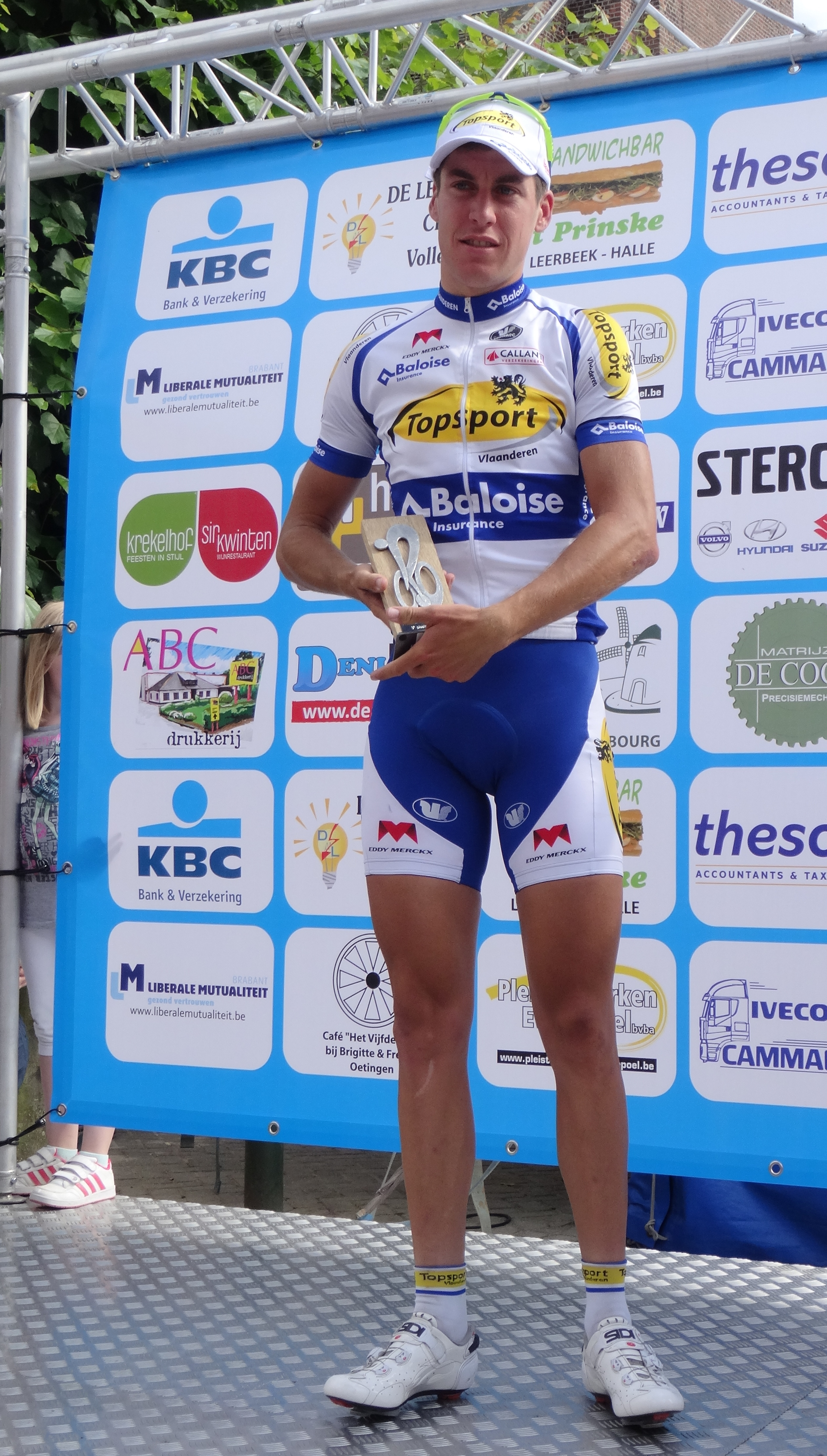
Jelle Wallays est le meilleur grimpeur.

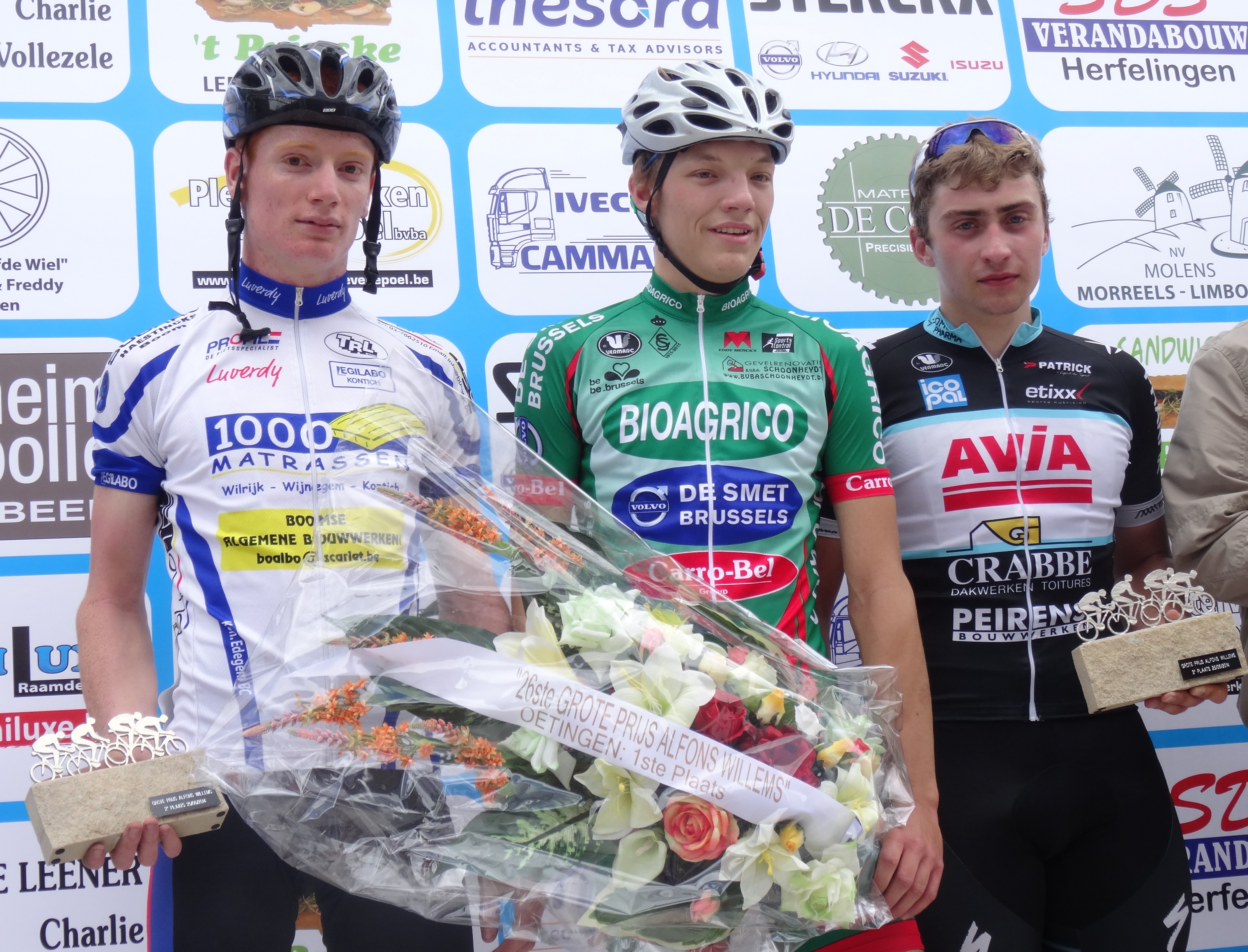
Podium du Grote Prijs Alfons Willems : Jef Bertels (2e), Laurens Roels (1er) et Sven De Witte (3e).

- celles comptant pour le grand prix de montagne, rapportant respectivement cinq, trois et un points aux trois premiers, il s'agit du Hutselenberg à Gooik au kilomètre 25,3, du Congoberg à Vollezele au kilomètre 47,3 et du Bergstraat à Oetingen aux kilomètres 133 et 148.
- celles comptant pour le super grand prix de montagne, rapportant respectivement dix, six et deux points aux trois premiers, il s'agit du Bosberg à Galmaarden au kilomètre 59, du Mur de Grammont à Grammont au kilomètre 74,5 et du Voskensstraat dans la même commune quatre kilomètres plus loin[R 7].

Jelle Wallays, le gagnant, reçoit 125 €, contre 75 € pour le second et 50 € pour le troisième. Il s'agit d'un classement par points.

### Classement du Grote Prijs Alfons Willems
Le 26e Grote Prijs Alfons Willems a été remporté par Laurens Roels qui a parcouru les 51 kilomètres en 1 h 14, à la vitesse moyenne de 41,351 km/h, il est suivi par Jef Bertels et Sven De Witte. D'après l'organisateur, cette course d'attente a réuni 49 juniors.

## Liste des participants
Chaque équipe doit comporter au minimum quatre coureurs et au maximum six coureurs. Cent-soixante-treize coureurs ont pris le départ, 86 ont franchi la ligne d'arrivée,
| Légende | Légende                                                                                     | Légende | Légende                                                    |
| ------- | ------------------------------------------------------------------------------------------- | ------- | ---------------------------------------------------------- |
| Num     | Dossard de départ porté par le coureur sur cet Internationale Wielertrofee Jong Maar Moedig | Pos     | Position à l'arrivée de la course                          |
|         | Indique un maillot de champion national ou mondial, suivi de sa spécialité                  | NP      | Indique un coureur qui n'a pas pris le départ de la course |
| AB      | Indique un coureur qui n'a pas terminé la course                                            | HD      | Indique un coureur qui a terminé la course hors des délais |

| Topsport Vlaanderen-Baloise TSV | Topsport Vlaanderen-Baloise TSV | Topsport Vlaanderen-Baloise TSV |
| ------------------------------- | ------------------------------- | ------------------------------- |
| Num                             | Coureur                         | Pos                             |
| 1                               | Gijs Van Hoecke                 | 1er                             |
| 2                               | Jelle Wallays                   | 3e                              |
| 3                               | Preben Van Hecke                | 35e                             |
| 4                               | Tom Van Asbroeck                | 32e                             |
| 5                               | Zico Waeytens                   | 9e                              |
| 6                               | Sander Helven                   | 86e                             |

| Wanty-Groupe Gobert WGG | Wanty-Groupe Gobert WGG | Wanty-Groupe Gobert WGG |
| ----------------------- | ----------------------- | ----------------------- |
| Num                     | Coureur                 | Pos                     |
| 7                       | Frederik Backaert       | 4e                      |
| 8                       | Marco Minnaard          | 43e                     |
| 9                       | Tim De Troyer           | 25e                     |
| 10                      | Laurens De Vreese       | 24e                     |
| 11                      | Nico Sijmens            | 19e                     |
| 12                      | Kévin Van Melsen        | 33e                     |

| 3M MMM | 3M MMM             | 3M MMM |
| ------ | ------------------ | ------ |
| Num    | Coureur            | Pos    |
| 13     | Gertjan De Vos     | 84e    |
| 14     | Gerry Druyts       | 39e    |
| 15     | Gregory Franckaert | 52e    |
| 16     | Jimmy Janssens     | 22e    |
| 17     | Sebastiaan Pot     | 31e    |
| 18     | Timothy Stevens    | AB     |

| EFC-Omega Pharma-Quick Step EFC | EFC-Omega Pharma-Quick Step EFC | EFC-Omega Pharma-Quick Step EFC |
| ------------------------------- | ------------------------------- | ------------------------------- |
| Num                             | Coureur                         | Pos                             |
| 19                              | Dieter Bouvry                   | AB                              |
| 20                              | Aimé De Gendt                   | 82e                             |
| 21                              | Christophe Noppe                | 36e                             |
| 22                              | Maxime Farazijn                 | 14e                             |
| 23                              | Joachim Vanreyten               | 17e                             |
| 24                              | Bert Van Lerberghe              | 13e                             |

| BCV Works-Soenens BCV | BCV Works-Soenens BCV | BCV Works-Soenens BCV |
| --------------------- | --------------------- | --------------------- |
| Num                   | Coureur               | Pos                   |
| 25                    | Robby Cobbaert        | 78e                   |
| 26                    | Alessandro Soenens    | 51e                   |
| 27                    |                       |                       |
| 28                    | Joeri Persoon         | 47e                   |
| 29                    | Matthias Vandewalle   | AB                    |
| 30                    | Cédric Verbeken       | 41e                   |

| CT 2020 CT2 | CT 2020 CT2          | CT 2020 CT2 |
| ----------- | -------------------- | ----------- |
| Num         | Coureur              | Pos         |
| 31          | Jasper Dult          | AB          |
| 32          | Killian Michiels     | AB          |
| 33          | Pieter Willems       | AB          |
| 34          |                      |             |
| 35          | Ritchie Denolf       | AB          |
| 36          | Yentl Van Cauwenberg | AB          |

| Steeds Vooraan Kontich SVK | Steeds Vooraan Kontich SVK | Steeds Vooraan Kontich SVK |
| -------------------------- | -------------------------- | -------------------------- |
| Num                        | Coureur                    | Pos                        |
| 37                         | Matthias Leukemans         | AB                         |
| 38                         | Bram Rombouts              | AB                         |
| 39                         | Steven Van Herck           | AB                         |
| 40                         | Pauwel Verhulst            | AB                         |
| 41                         | Hans Pemen                 | AB                         |
| 42                         | Wannes Van Driessche       | AB                         |

| Crelan-AA Drink Régionale CAD | Crelan-AA Drink Régionale CAD | Crelan-AA Drink Régionale CAD |
| ----------------------------- | ----------------------------- | ----------------------------- |
| Num                           | Coureur                       | Pos                           |
| 43                            | Sven Nys                      | 6e                            |
| 44                            | Sven Vanthourenhout           | 73e                           |
| 45                            | Bart Aernouts                 | 79e                           |
| 46                            | Sven Moris                    | 57e                           |
| 47                            | Michiel Broes                 | 64e                           |
| 48                            | Dario Groffi                  | AB                            |

| Royal Cureghem Sportief RCS | Royal Cureghem Sportief RCS | Royal Cureghem Sportief RCS |
| --------------------------- | --------------------------- | --------------------------- |
| Num                         | Coureur                     | Pos                         |
| 49                          | Kristof Wielfaert           | 54e                         |
| 50                          | Glenn Waerzeggers           | AB                          |
| 51                          | Joris Cosyn                 | 55e                         |
| 52                          | Jonas Smulders              | 62e                         |
| 53                          | Jan Moreel                  | AB                          |
| 54                          | Florian Descamps            | AB                          |

| Prorace PRO | Prorace PRO    | Prorace PRO |
| ----------- | -------------- | ----------- |
| Num         | Coureur        | Pos         |
| 55          | Tom Willems    | AB          |
| 56          | Wouter Daniels | AB          |
| 57          | Joaquim Durant | 56e         |
| 58          | Robin Mertens  | 77e         |
| 59          | Simon Van Roy  | 81e         |
| 60          | Stijn Van Roy  | AB          |

| Van Eyck Sport VES | Van Eyck Sport VES | Van Eyck Sport VES |
| ------------------ | ------------------ | ------------------ |
| Num                | Coureur            | Pos                |
| 61                 | Tommy Baeyens      | AB                 |
| 62                 | Jef Smismans       | 75e                |
| 63                 | Matti Stiens       | AB                 |
| 64                 | Steven Glorieux    | AB                 |
| 65                 | Tom Cleeren        | AB                 |
| 66                 | Yannick Vekemans   | AB                 |

| Josan-To Win JTW | Josan-To Win JTW   | Josan-To Win JTW |
| ---------------- | ------------------ | ---------------- |
| Num              | Coureur            | Pos              |
| 67               | Dries De Bondt     | 20e              |
| 68               | Fabio Polazzi      | 30e              |
| 69               | Lars Haverals      | AB               |
| 70               |                    |                  |
| 71               | Sean Van De Waeter | AB               |
| 72               | Robin Venneman     | AB               |

| Deplasco-VDBG Steenhouwerij DEL | Deplasco-VDBG Steenhouwerij DEL | Deplasco-VDBG Steenhouwerij DEL |
| ------------------------------- | ------------------------------- | ------------------------------- |
| Num                             | Coureur                         | Pos                             |
| 73                              | Jonas De Mulder                 | AB                              |
| 74                              | Stijn Van Hecke                 | AB                              |
| 75                              | Nel Dirkie                      | AB                              |
| 76                              | Jac-Johann Steyn                | AB                              |
| 77                              | Jarno Van Guyse                 | AB                              |
| 78                              | Michiel Van Der Beken           | AB                              |

| Wetterse Dakwerken-Trawobo-VDM WDT | Wetterse Dakwerken-Trawobo-VDM WDT | Wetterse Dakwerken-Trawobo-VDM WDT |
| ---------------------------------- | ---------------------------------- | ---------------------------------- |
| Num                                | Coureur                            | Pos                                |
| 79                                 | Bart Pieters                       | AB                                 |
| 80                                 |                                    |                                    |
| 81                                 | Frederik Van Boven                 | 66e                                |
| 82                                 | Frederik Penne                     | 74e                                |
| 83                                 | David Motte                        | 80e                                |
| 84                                 | Sander Goddaert                    | 85e                                |

| Van Der Vurst Development VDV | Van Der Vurst Development VDV | Van Der Vurst Development VDV |
| ----------------------------- | ----------------------------- | ----------------------------- |
| Num                           | Coureur                       | Pos                           |
| 85                            | Goran Van De Walle            | AB                            |
| 86                            | Lindsay De Vylder             | AB                            |
| 87                            | Steven Doms                   | 48e                           |
| 88                            | Yorick Slagmulders            | AB                            |
| 89                            | Jeroen D'Heer                 | AB                            |
| 90                            | Lawrence Naesen               | AB                            |

| Baguet-MIBA Poorten-Indulek BAG | Baguet-MIBA Poorten-Indulek BAG | Baguet-MIBA Poorten-Indulek BAG |
| ------------------------------- | ------------------------------- | ------------------------------- |
| Num                             | Coureur                         | Pos                             |
| 91                              | Timmy Diependaele               | 63e                             |
| 92                              | Gill Meheus                     | AB                              |
| 93                              | Ruben Van der Haegen            | 37e                             |
| 94                              | Kenny Bouvry                    | 49e                             |
| 95                              | Ruben De Marez                  | AB                              |
| 96                              | Ryan Gibbons                    | AB                              |

| Cibel CIB | Cibel CIB              | Cibel CIB |
| --------- | ---------------------- | --------- |
| Num       | Coureur                | Pos       |
| 98        | Kevin Caillebaut       | AB        |
| 98        | Kenny Goossens         | 68e       |
| 99        | Oliver Naesen          | 10e       |
| 100       | Mathias Van Holderbeke | 70e       |
| 101       | Bjorn De Decker        | AB        |
| 102       | Niels Schittecatte     | AB        |

| Terra Safety Shoes TER | Terra Safety Shoes TER | Terra Safety Shoes TER |
| ---------------------- | ---------------------- | ---------------------- |
| Num                    | Coureur                | Pos                    |
| 103                    | Matthew Zenovich       | AB                     |
| 104                    | Nick Bain              | 76e                    |
| 105                    | Timothy Cameron        | AB                     |
| 106                    | Robby Debock           | AB                     |
| 107                    | Eoin McCarthy          | AB                     |
| 108                    | Joel Stearnes          | AB                     |

| Wallonie-Bruxelles WBC | Wallonie-Bruxelles WBC | Wallonie-Bruxelles WBC |
| ---------------------- | ---------------------- | ---------------------- |
| Num                    | Coureur                | Pos                    |
| 109                    | Quentin Bertholet      | 28e                    |
| 110                    | Tom Dernies            | 12e                    |
| 111                    | Laurent Évrard         | 5e                     |
| 112                    | Florent Mottet         | 60e                    |
| 113                    | Julien Stassen         | 18e                    |
| 114                    | Robin Stenuit          | 58e                    |

| Color Code-Biowanze CCB | Color Code-Biowanze CCB | Color Code-Biowanze CCB |
| ----------------------- | ----------------------- | ----------------------- |
| Num                     | Coureur                 | Pos                     |
| 115                     | Jérôme Kerf             | 50e                     |
| 116                     | Ludwig De Winter        | AB                      |
| 117                     | Antoine Warnier         | 34e                     |
| 118                     | Antoine Leleu           | 42e                     |
| 119                     | Gaëtan Pons             | 46e                     |
| 120                     | Thomas Wertz            | AB                      |

| Lotto-Belisol U23 LTU | Lotto-Belisol U23 LTU | Lotto-Belisol U23 LTU |
| --------------------- | --------------------- | --------------------- |
| Num                   | Coureur               | Pos                   |
| 121                   | Alexander Geuens      | 65e                   |
| 122                   | Jorne Carolus         | 71e                   |
| 123                   | Ruben Pols            | 15e                   |
| 124                   | Rob Leemans           | AB                    |
| 125                   | Kenneth Van Rooy      | 26e                   |
| 126                   | Xandro Meurisse       | 8e                    |

| Noord-Limburg WNL | Noord-Limburg WNL | Noord-Limburg WNL |
| ----------------- | ----------------- | ----------------- |
| Num               | Coureur           | Pos               |
| 127               | Wout Verbeek      | AB                |
| 128               | Jordi Theunissen  | AB                |
| 129               | Bram Donckers     | AB                |
| 130               | Raymond Werst     | AB                |
| 131               |                   |                   |
| 132               | Justin Beelen     | AB                |

| Ottignies-Perwez OTP | Ottignies-Perwez OTP | Ottignies-Perwez OTP |
| -------------------- | -------------------- | -------------------- |
| Num                  | Coureur              | Pos                  |
| 133                  | Sibrecht Pieters     | 44e                  |
| 134                  | Angelo Hendricks     | AB                   |
| 135                  | Laurent Donnay       | 83e                  |
| 136                  | Tim Reynaerts        | AB                   |
| 137                  |                      |                      |
| 138                  | Grégory La Rose      | AB                   |

| BMC Development BMD | BMC Development BMD | BMC Development BMD |
| ------------------- | ------------------- | ------------------- |
| Num                 | Coureur             | Pos                 |
| 139                 | Ignazio Moser       | AB                  |
| 140                 | Arnaud Grand        | 11e                 |
| 141                 | Jakub Novák         | AB                  |
| 142                 | Johan Hemroulle     | 38e                 |
| 143                 | Bas Tietema         | AB                  |
| 144                 | Loïc Vliegen        | 2e                  |

| Équipe nationale de Nouvelle-Zélande NZL | Équipe nationale de Nouvelle-Zélande NZL | Équipe nationale de Nouvelle-Zélande NZL |
| ---------------------------------------- | ---------------------------------------- | ---------------------------------------- |
| Num                                      | Coureur                                  | Pos                                      |
| 145                                      | Dylan Kennett                            | AB                                       |
| 146                                      | Pieter Bulling                           | 40e                                      |
| 147                                      | Marc Ryan                                | AB                                       |
| 148                                      | Patrick Bevin                            | AB                                       |
| 149                                      | Alex Frame                               | AB                                       |
| 150                                      | Alex Hooper                              | AB                                       |

| Biketempel-Fachklink BTF | Biketempel-Fachklink BTF | Biketempel-Fachklink BTF |
| ------------------------ | ------------------------ | ------------------------ |
| Num                      | Coureur                  | Pos                      |
| 151                      | Bastian Becker           | AB                       |
| 152                      | Benedikt Becker          | AB                       |
| 153                      | Fabian Holbach           | 72e                      |
| 154                      | Dominik Merseburg        | 61e                      |
| 155                      | Tobias Ohlenschläger     | AB                       |
| 156                      | Sascha Starker           | AB                       |

| Metec-TKH Continental MET | Metec-TKH Continental MET | Metec-TKH Continental MET |
| ------------------------- | ------------------------- | ------------------------- |
| Num                       | Coureur                   | Pos                       |
| 157                       | Bram de Kort              | 59e                       |
| 158                       | Tijmen Eising             | 7e                        |
| 159                       | Jarno Gmelich             | AB                        |
| 160                       | Remco te Brake            | AB                        |
| 161                       | Johim Ariesen             | AB                        |
| 162                       | Dries Hollanders          | 21e                       |

| DRC de Mol DRC | DRC de Mol DRC      | DRC de Mol DRC |
| -------------- | ------------------- | -------------- |
| Num            | Coureur             | Pos            |
| 163            | Peter Richards      | AB             |
| 164            | David Drouin        | AB             |
| 165            | Patrick van Nunen   | AB             |
| 166            | Jasper Ockeloen     | AB             |
| 167            | Michel Stroosnijder | AB             |
| 168            | Nick Woods          | AB             |

| Belkin-De Jonge Renner DJR | Belkin-De Jonge Renner DJR | Belkin-De Jonge Renner DJR |
| -------------------------- | -------------------------- | -------------------------- |
| Num                        | Coureur                    | Pos                        |
| 169                        | Mike Verhoeven             | AB                         |
| 170                        | Jurriën Bosters            | 16e                        |
| 171                        | Gijs van 't Westeinde      | 69e                        |
| 172                        |                            |                            |
| 173                        | Taco van der Hoorn         | 29e                        |
| 174                        | Ruud Aerts                 | 45e                        |

| Équipe du Limbourg LCS | Équipe du Limbourg LCS | Équipe du Limbourg LCS |
| ---------------------- | ---------------------- | ---------------------- |
| Num                    | Coureur                | Pos                    |
| 175                    | Guy Bogaarts           | 67e                    |
| 176                    | Wayne Stijns           | AB                     |
| 177                    | Huub Duyn              | 23e                    |
| 178                    | Dick Janssen           | 53e                    |
| 179                    | Pim Erren              | AB                     |
| 180                    | Bram Nolten            | 27e                    |